# Tiguidit

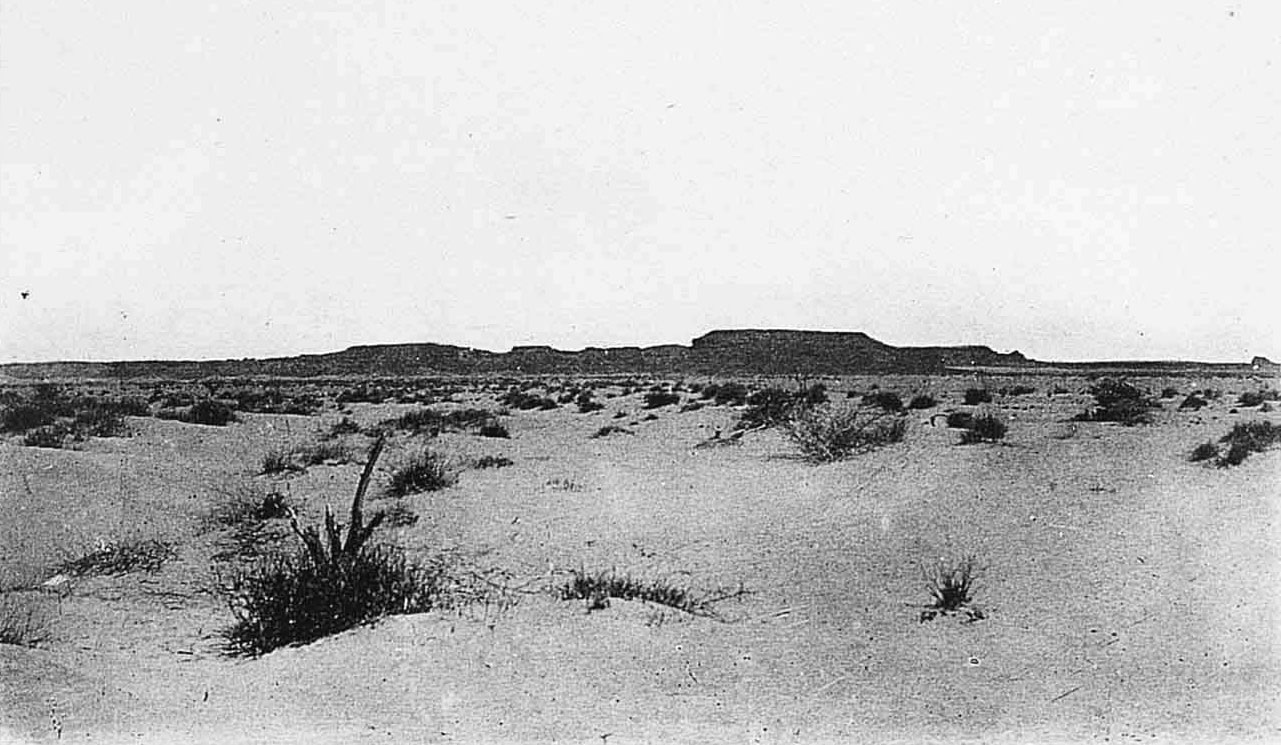
Tiguidit auf einer 1909 veröffentlichten Fotografie

Tiguidit ist eine Geländestufe am Südrand des Gebirges Aïr in Niger.

## Geographie
Alternative Schreibweisen sind Tegidit, Teguidit, Tigidit, Tiguedi und Tiguidi. In der Sprache Tuareg wird der Name im übertragenen Sinn auch für „Süden“ als Himmelsrichtung und Ortsangabe verwendet.
Die Geländestufe nimmt südöstlich der Oase Ingall ihren Anfang und verläuft sichelförmig über eine Länge von über 200 Kilometern Richtung Westen. Sie erreicht das Gemeindegebiet von Aderbissinat, verliert an Höhe und verschwindet unter dem Sand der Wüste Ténéré. Geologisch bildet Tiguidit die Grenze zwischen der Irhazer-Gruppe und der Tegama-Gruppe der Unterkreideformation im Ullemmeden-Becken und stellt auch eine regionale Wasserscheide dar. Als landschaftlich markante Sandstein-Schichtstufe ist Tiguidit die Nordgrenze der Landschaft Tadrès. An ihrem Fuß liegt das Dorf Marandet, bei dem sich ein bedeutender Dinosaurier-Friedhof befindet.
Es wurden folgende Vogelarten beobachtet: Wüstenrabe (Corvus ruficollis), Rennvogel (Cursorius cursor), Iberienraubwürger (Lanius meridionalis), Saharasteinschmätzer (Oenanthe leucopyga), Wüstensperling (Passer simplex) und Weißbartgrasmücke (Sylvia cantillans). Außerdem wurden die Schlangenarten Avicennaviper (Cerastes vipera) und Psammophis aegyptius gesichtet.

## Geschichte

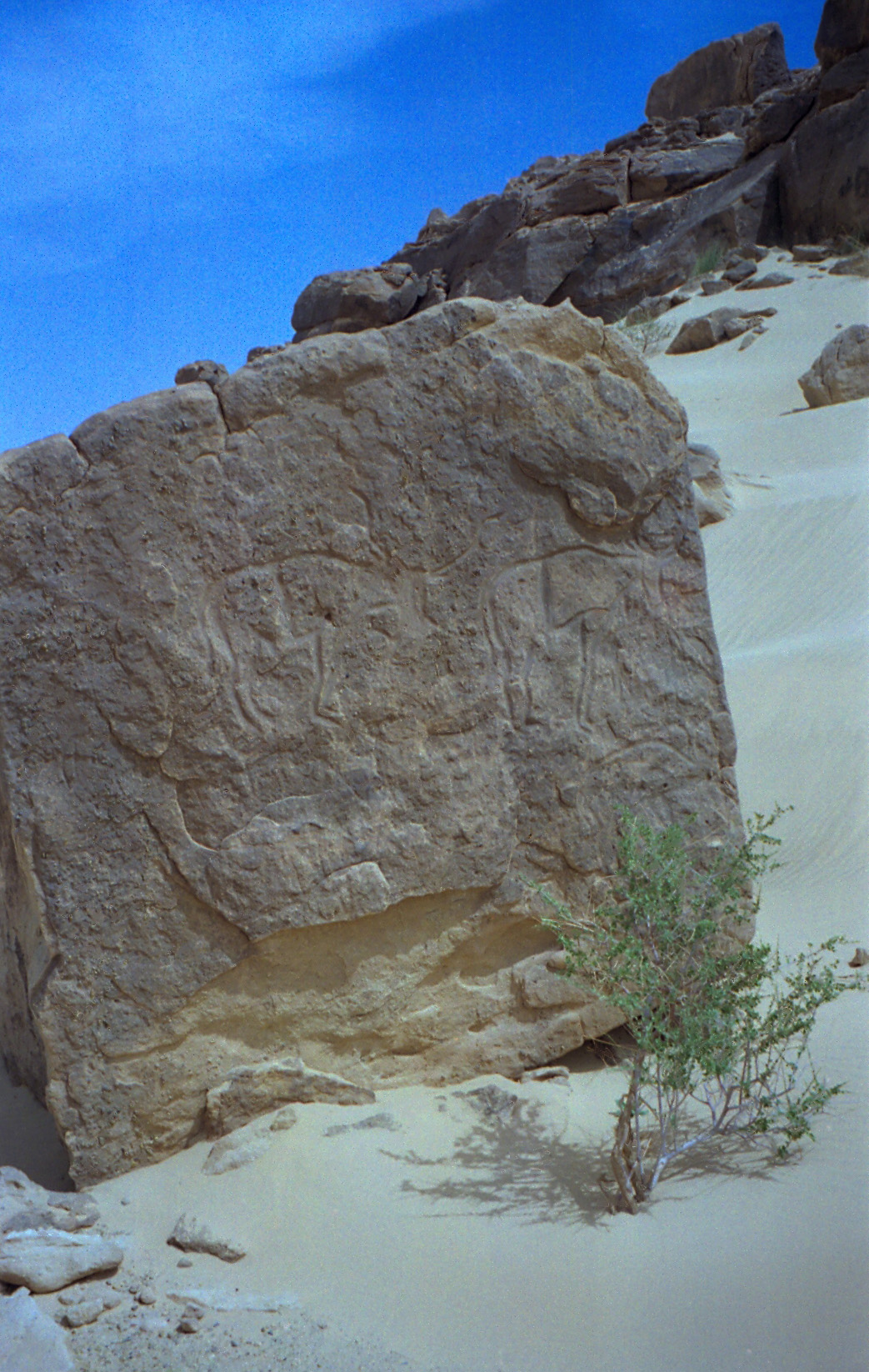
Prähistorische Felsmalereien an der Tiguidit-Geländestufe

Die Geländestufe ist reich an paläontologischen Fundstellen. Neben Dinosaurier-Friedhöfen gibt es hier auch versteinerte Wälder und prähistorische Felsmalereien. Die ältesten archäologischen Funde datieren aus der Jungsteinzeit. Am 18. Oktober 1899 überwand die französische Mission Foureau-Lamy bei ihrer Sahara-Durchquerung die Geländestufe. Im Jahr 1998 war Tiguidit der Schauplatz der ersten Ausgabe des Festival International de la Mode en Afrique.